# 阿普雷河畔聖費爾南多
阿普雷河畔聖費爾南多（西班牙語：San Fernando de Apure）是委內瑞拉的城市，由阿普雷州負責管轄，位於該國中部，始建於1788年2月28日，面積5,982平方公里，海拔高度47米，2001年人口175,056。

## 外部連結
- FallingRain Map - elevation = 26m （页面存档备份，存于）
- Historia del Municipio San Fernando de Apure in Spanish.
- San Fernando de Apure Venezuela Tuya （页面存档备份，存于） in Spanish.